# L'ultimo sopravvissuto - Metropolis
L'ultimo sopravvissuto - Metropolis (Worst-Case Scenario) è un programma televisivo statunitense con protagonista Bear Grylls e ispirato al libro del 1999 Worst-Case Scenario Survival handbook – Il peggiore dei casi scritto da Joshua Piven e David Borgenicht. Nel programma Bear Grylls mostra come sopravvivere in caso di incidenti, cataclismi naturali, disastri causati dall'uomo e in altre situazioni di pericolo che si possono verificare anche in luoghi apparentemente sicuri.
Il programma è andato in onda in prima visione assoluta negli Stati Uniti su Discovery Channel dal 5 maggio al 9 giugno 2010, mentre in Italia è stato trasmesso con il titolo L'ultimo sopravvissuto - Metropolis su Discovery Channel dal 9 novembre al 14 dicembre 2010, e in chiaro su DMAX col titolo Bear Grylls - Giungla urbana dal 15 marzo al 19 aprile 2012.

## Puntate
| nº | Titolo originale                    | Titolo italiano | Prima TV USA   | Prima TV Italia  |
| -- | ----------------------------------- | --------------- | -------------- | ---------------- |
| 1  | Burning Car/Boating Accident        |                 | 5 maggio 2010  | 9 novembre 2010  |
| 2  | Downed Power Line/Dog Attack        |                 | 5 maggio 2010  | 9 novembre 2010  |
| 3  | Earthquake                          |                 | 12 maggio 2010 | 16 novembre 2010 |
| 4  | Sinking Car/Rattlesnake Encounter   |                 | 12 maggio 2010 | 16 novembre 2010 |
| 5  | Car Brakes Fail/Physical Attack     |                 | 19 maggio 2010 | 23 novembre 2010 |
| 6  | Trapped in Extreme Cold             |                 | 19 maggio 2010 | 23 novembre 2010 |
| 7  | Desert Breakdown/Tarantula          |                 | 26 maggio 2010 | 30 novembre 2010 |
| 8  | Elevator Plunge/Blackout            |                 | 26 maggio 2010 | 30 novembre 2010 |
| 9  | Mountain Bike Accident/Being Chased |                 | 2 giugno 2010  | 7 dicembre 2010  |
| 10 | Road Rage/Nightclub Stampede        |                 | 2 giugno 2010  | 7 dicembre 2010  |
| 11 | Toxic Gas Leak/Man on Fire          |                 | 9 giugno 2010  | 14 dicembre 2010 |
| 12 | Home Break-In/Terror Threat         |                 | 9 giugno 2010  | 14 dicembre 2010 |